# Shōgun Manpuku
Shōgun Manpuku,  est un artiste sculpteur japonais du VIIIe siècle, ses dates de naissance et de décès ainsi que ses origines, ne sont pas connues.

## Biographie
Shōgun Manpuku est un sculpteur, naturalisé japonais pendant la période de Nara, et qui participe à la confection des statues destinées au Pavillon d'Or Occidental du temple Kōfuku-ji de Nara, bâtiment construit à la demande de l'impératrice Kōmyō en 734.

Le pavillon et les sculptures ont disparu, mais son style peut sans doute se rapprocher de quelques œuvres conservées dans le même monastère, les Jū Dai Deshi ou les Dix Disciples du Bouddha, et Hachibu-shū, c'est-à-dire les huit catégories d'êtres surnaturels gardiens de la loi bouddhique et messagers du Bouddha.